# Abundante Chuva (DVD)
Abundante Chuva é o segundo DVD do cantor brasileiro Fernandinho, lançado no ano de 2006. O trabalho foi gravado no dia 15 de novembro de 2005, em Campos dos Goytacazes, Rio de Janeiro. O registro é a versão em vídeo do álbum Abundante Chuva, gravado em Vila Velha, em 2005.

## Faixas
1. "Abertura"
2. "Tua Fidelidade"
3. "Quero Te Obedecer"
4. "Eis-me Aqui"
5. "Já Estou Crucificado"
6. "Mais Alto"
7. "Não Há Outro"
8. "Sara-me"
9. "Totalmente Teu"
10. "Há um Rio"
11. "Abundante Chuva"
12. "Geração de Samuel"
13. "Revolução"
14. "Semelhantes a Jesus"

## Ficha técnica
- Daniel Machado - guitarra
- André Figueiredo - bateria
- Robson Fonseca - baixo
- Marcio Figueiredo - teclado